# كيث هال
كيث هال (بالإنجليزية: Keith Hall)‏ هو سياسي أمريكي، ولد في 3 يوليو 1959. حزبياً، نشط في الحزب الديمقراطي.